# 이정 (가수)
이정(본명: 이정희(李正熙), 1981년 10월 24일 ~ )은 대한민국의 가수이자 음악 그룹 7Dayz의 前 구성원이다.
2002년 7Dayz 1집 앨범으로 첫 데뷔한 그는 대한민국 해병대 병 1080기로 병역 의무를 이행하였다. 현재 천록담이라는 이름으로 트로트 가수로도 활동중이다.

## 경력
2003년 8월 1일 KBS2 음악 프로그램 《윤도현의 러브레터》 녹화에 참여하여 솔로 가수로 데뷔하였다. 해당 방송은 8월 2일 방영되었으며, 이 무대가 솔로 활동의 시작으로 간주된다. 같은 해 8월 5일, 정규 1집 《Who Is It?》를 발표하였다.  

## 학력
- 성남초등학교 졸업
- 한솔고등학교 졸업
- 동아방송예술대학교 영상음악과
- 남부대학교 스포츠레져학과

## 음반 활동

### 개인 음반
- 2003년 이정 1집 Lee Jung
- 2004년 이정 2집 Look at me
- 2006년 이정 3집 Rebirth of regent
- 2008년 이정 4집 Fourth force
- 2010년 이정 '헤어지는 일' 싱글발매
- 2011년 이정 미니앨범 Let's dance
- 2012년 이정 'Private' 싱글발매
- 2012년 이정 미니앨범 Thank You
- 2013년 이정 미니앨범 The Present
- 2014년 이정 미니앨범 Love Affair
- 2014년 이정 미니앨범 The Artist Diary Project Part 9

### 참여 음반
- 2004년 영화 돈텔파파 ost '날 울리지마'
- 2004년 2004크리스마스스토리 'White christmas'
- 2005년 시트콤 논스톱5 ost '한숨만'
- 2005년 드라마 사랑은기적이필요해 ost 'My love'
- 2006년 CCM앨범 The HeaveN '기도'
- 2006년 드라마 천국보다낯선 ost '그댈위한사랑'
- 2006년 드라마 연인 ost '자물쇠'
- 2007년 타이키즈 1집 TY Project No.1 (프로듀서)
- 2008년 소울트로닉 앨범 참여
- 2008년 드라마 우리집에 왜 왔니 ost '사랑한다...그래서...이별한다'
- 2008년 시트콤 못말리는 결혼 ost '그대만 보며'
- 2011년 드라마 사랑을 믿어요 ost '사랑을 믿어요'
- 2011년 월간윤종신 5월 '두 이별'
- 2011년 드라마 공주의 남자 ost '기다릴게'
- 2011년 Atraks 앨범 참여
- 2011년 KBS 불후의명곡2-전설을노래하다
- 2012년 드라마 내일이 오면 ost '오직 그대만'
- 2012년 그 여자 작사 그 남자 작곡 ost '사랑이 서럽다'
- 2013년 드라마 이웃집 꽃미남 ost '너였으면 좋겠어'
- 2013년 드라마 장옥정, 사랑에 살다 ost '벙어리'
- 2015년 드라마 라스트 ost '잊혀져간다'

## 가수 외 활동

### 영화
- 《카리스마 탈출기》 (2006년) - 백성기 역.

### 드라마 & 시트콤
- 《사랑한다 말해줘》 (2004년, MBC) - 한준 역.
- 《논스톱5》 (2004년, MBC) - 이정 역.
- 《못말리는 결혼》 (2007년, KBS2) - 왕이백 역.
- 《드라마시티》〈사랑팔아 닷.컴〉 (2008년, KBS2) - 양태호 역.
- 《2008 전설의 고향 - 사진검의 저주 편》 (2008년, KBS2) - 성구 역.
- 《뱀파이어 아이돌》 (2011년, MBN) - 왕자 역.
- 《풀하우스 2》 (2012년, 일본TBS&SBS Plus) - 라디오 프로그램 MC 역.

### 예능
- 《윤도현의 러브 레터》 (2003년, KBS2)
- 《도전! 스타골든벨》 (2004년, KBS1)
- 《무(모)한 도전》 (2005년, MBC)
- 《가족오락관》 (2005년, 2006년, KBS1)
- 《여걸 6》 (2006년, KBS2)
- 《스타골든벨》 (2006년, KBS2)
- 《강력추천 토요일》 (2006년, MBC)
- 《전력질주! 기록의전당》 (2007년, SBS)
- 《불후의 명곡》 (2007년, KBS2)
- 《날아라 슛돌이 3기》 (2007년, KBS N Sports)
- 《해피투게더 시즌 3》 (2007년, KBS2)
- 《퀴즈! 육감대결》 (2007년, SBS)
- 《도전! 예의지왕》 (2007년, MBC)
- 《클래스 업》 (2008년, SBS MTV)
- 《가족이 필요해》 (2008년, MBC EVERY1)
- 《고구마》 (2010년, SBS)
- 《위기탈출 넘버원》 (2011년, KBS2)
- 《명 받았습니다》 (2011년, KBS2)
- 《웰컴 투 더 쇼》 (2011년, SBS)
- 《1 대 100》 (2011년, KBS2)
- 《무한도전》 (2011년, MBC)
- 《더 듀엣》 (2011년, MBN)
- 《Director's Cut 시즌 2》 (2011년, Mnet)
- 《불후의 명곡 전설을 노래하다》 (2012년, KBS2)
- 《도전 1000곡》 (2012년, SBS)
- 《출발드림팀 시즌 2》 (2012년, KBS2)
- 《스타 애정촌 시즌 3》 (2012년, SBS)
- 《나는 가수다 II》 (2012년, MBC)
- 《보이스키즈》 (2013년, Mnet)
- 《퀴즈쇼 사총사》 (2013년, KBS2)
- 《윤도현의 Must》 (2013년, Mnet)
- 《이선영의 책다방》 (2013년, KBS1)
- 《더 스테이지 빅 플레저》 (2013년, SBS MTV)
- 《방송의 적 이적쇼》 (2013년, Mnet)
- 《퍼펙트 싱어 VS》 (2013년, tvN)
- 《리얼스포츠 투혼》 (2013년, KBS2)
- 《스타 페이스오프》 (2013년, SBS)
- 《나 혼자 산다》 (2014년, MBC)
- 《MU TALK》 (2014년, ETN)
- 《우리동네 예체능》 (2014년, KBS2)
- 《날아라 슛돌이 6기》 (2014년, KBS N Sports)
- 《비타민》 (2014년, KBS2)
- 《현장 토크쇼 택시》 (2014년, tvN)
- 《음담패설》 (2014년, Mnet)
- 《백인백곡 - 끝까지 간다》 (2014년, JTBC)
- 《용감한 작가들》 (2014년, ETN)
- 《천생연분 리턴즈》 (2015년, MBC)
- 《미스터리 음악쇼 복면가왕》 (2015년, MBC) 제8대 복면가왕 노래왕 퉁키
- 《런닝맨》 (2015년, SBS)
- 《이정의 마이베이비》 (2015년, SBS MTV)
- 《내 친구의 집은 어디인가》 (2016년, JTBC)
- 《황금어장 라디오스타》 (2021년, MBC)
- 《아바드림》 (2022년, TV조선) 싼티안나
- 《신발 벗고 돌싱포맨》 (2024년, SBS)
- 《미스터트롯3》(2024년, TV조선) 천록담

## 수상 및 후보
| 연도 | 시상식                  | 부문            | 작품         | 결과 |
| ---- | ----------------------- | --------------- | ------------ | ---- |
| 2003 | Mnet 아시안 뮤직 어워즈 | 남자 신인상     | 다신         | 후보 |
| 2008 | 제2회 Mnet 20's Choice  | Hot 시트콤 스타 | 못말리는결혼 | 후보 |

## 사건
2016년 4월 22일 새벽 제주시 노형동 부근에서 자신의 차를 몰고 가다가 음주운전 단속중이던 경찰에 적발됐다. 당시 혈중 알코올 농도는 0.143% 면허취소 수준인 것으로 알려졌다.